# Jul i Finland
Jul firas i Finland från julafton den 24 december till trettondag eller till tjugondag Knut. Firandet koncentreras till julaftonen, juldagen och annandagen.
I Finland anser man att Julgubben, som delar ut julklapparna, bor på Korvatunturi och också har sin verkstad i finska Lappland. Precis som i svensk tradition övertog Julgubben med åren alltmer Julbockens roll som julklappsutdelare. På finska kallas julgubben dock ännu Joulupukki (Julbocken).
Förberedelserna för julen påbörjas i god tid. I december förvandlas städernas huvudgator till julgator med dekorativ belysning. Arbetsplatserna ordnar julfester (med rötter i det tidigare adventsfirandet). Finländarna skickar många julkort. Det ordnas många julkonserter och julmusik hörs också annars. De vackraste julsångerna (allsångstillfällen med kollekt till missionen, mer specifikt till Kyrkans Utlandshjälp) sjungs i kyrkorna.
Man försöker vara hemma om julen och fiskarna försöker få in sina båtar i hamn till Tomasdagen (21 december). Julfred utlyses (på Gamla Stortorget i Åbo) klockan tolv på julaftonen; evenemanget sänds i radio och TV. Butikerna stänger. På julaftonen brukar man också äta risgrynsgröt, ta in och dekorera julgranen (om man inte gjort det tidigare), gå i julbastu, äta julmiddag och få besök av julgubben. Många besöker sina anhörigas gravar och tänder ljus vid dem.
Typiska rätter vid julmiddagen är lutfisk (som dock förlorat i popularitet), julskinka, morots-, kålrots- och potatislåda samt inlagd sill och sillsallad (i Finland utan sill, med sillen, finska: rosolli). Även gravad lax är populär. Kalkon hittas på allt fler julbord. Sötsaker som äts under julen inkluderar praliner, pepparkakor, plommonkräm och jultårtor.
Juldagen är lugnare, och familjerna är oftast hemma. Man vilar, läser böcker eller tar en promenad och går i kyrkan.
På annandag jul går många ut. Man går på besök hos släkt och vänner. En del går på dans. Skidåkning och skridskoåkning är populärt.